# Anuja Chauhan
Pour les articles homonymes, voir Chauhan.
Anuja Chauhan, en अनुजा चौहान;, né le 17 septembre 1970 à Meerut, est une romancière, publicitaire et scénariste indienne. Elle a travaillé dans le secteur de la publicité avant de démissionner pour se consacrer à plein temps à sa carrière littéraire.
En tant qu'écrivaine, elle est connue pour The Zoya Factor (en) (2008), Battle For Bittora (en) (2010), Those Pricey Thakur Girls (2013), The House That BJ Built (2015) Baaz (2017) et Club You To Death (2021).